# Ericeira
Ericeira ist eine Gemeinde (Freguesia) im mittelportugiesischen Kreis Mafra. Der Ort ist eine Kleinstadt (Vila), liegt etwa 36 km (Luftlinie) nordwestlich von Lissabon und ist besonders für seine Surfspots bekannt.

## Geschichte
Die Ursprünge des Ortes gehen zurück bis zur Besiedlung durch Handel treibende Phönizier. Die Stadtrechte (Verwaltungsrechte, foral) erhielt der Ort erstmals 1229, die König Manuel I. im Rahmen seiner Verwaltungsreformen 1513 bestätigte. 1855 wurde der vorher eigenständige Kreis (Conselho) von Ericeira aufgelöst und dem Kreis von Mafra angegliedert.
Im 19. Jahrhundert erlebte der Ort einen wesentlichen Aufschwung. Sein Hafen galt um 1850 als der viertgrößte des Landes (nach Lissabon, Porto und Setubal), und seine Zollbehörde war zuständig für die Küste von Cascais bis Figueira da Foz. Seit Mitte des 19. Jahrhunderts siedelten sich in der Folge aristokratische Familien hier an (Burnay, Ulrich, Rivotti). Mit Aufkommen der Eisenbahn verlor der Hafen dann zunehmend seine überregionale Bedeutung. Es siedelten sich jedoch Sardinen-Fangflotten an und schufen zwischenzeitlich allein 500 Arbeitsplätze auf den Schiffen.
Bekannt wurde der Ort auch, als der letzte König von Portugal, Manuel II., in seinem Jagdschloss im nahen Mafra von der republikanischen Revolution und der Ausrufung der Portugiesischen Republik am 5. Oktober 1910 überrascht wurde und mit einer dramatischen Flucht über Ericeira ins Exil nach England floh.
Im Zweiten Weltkrieg war das neutrale Portugal Ziel vieler Flüchtlinge, und Ericeira war einer der Orte, wo sich größere Gruppen aufhielten, insbesondere Deutsche, Niederländer, Belgier, Polen und Franzosen.
Ericeira ist seither als Urlaubsort zunehmend bekannt geworden. Im Januar 2013 wählte der amerikanische Fernsehsender Fox News Ericeira zu einer der 10 interessantesten Kleinstädte Europas, den 10 coolest small towns in Europe.

## Sehenswürdigkeiten und Kultur

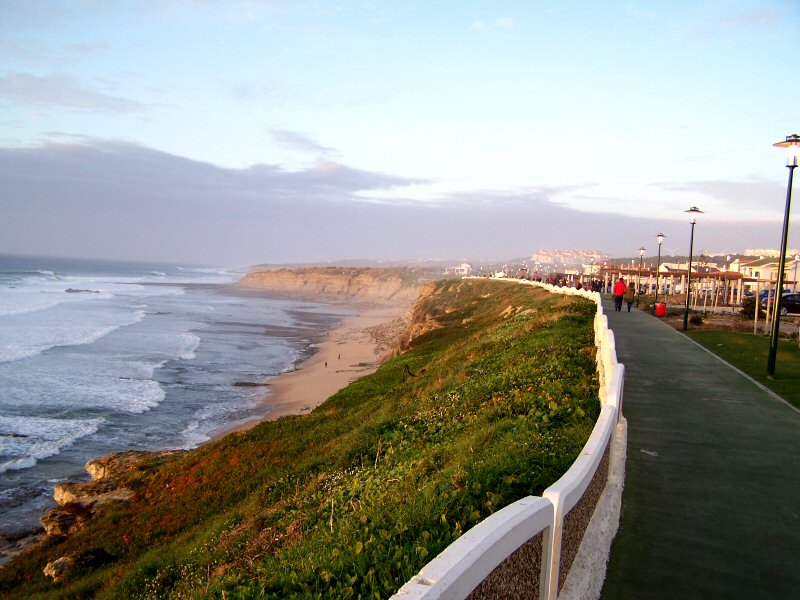
Der nördliche Strandabschnitt

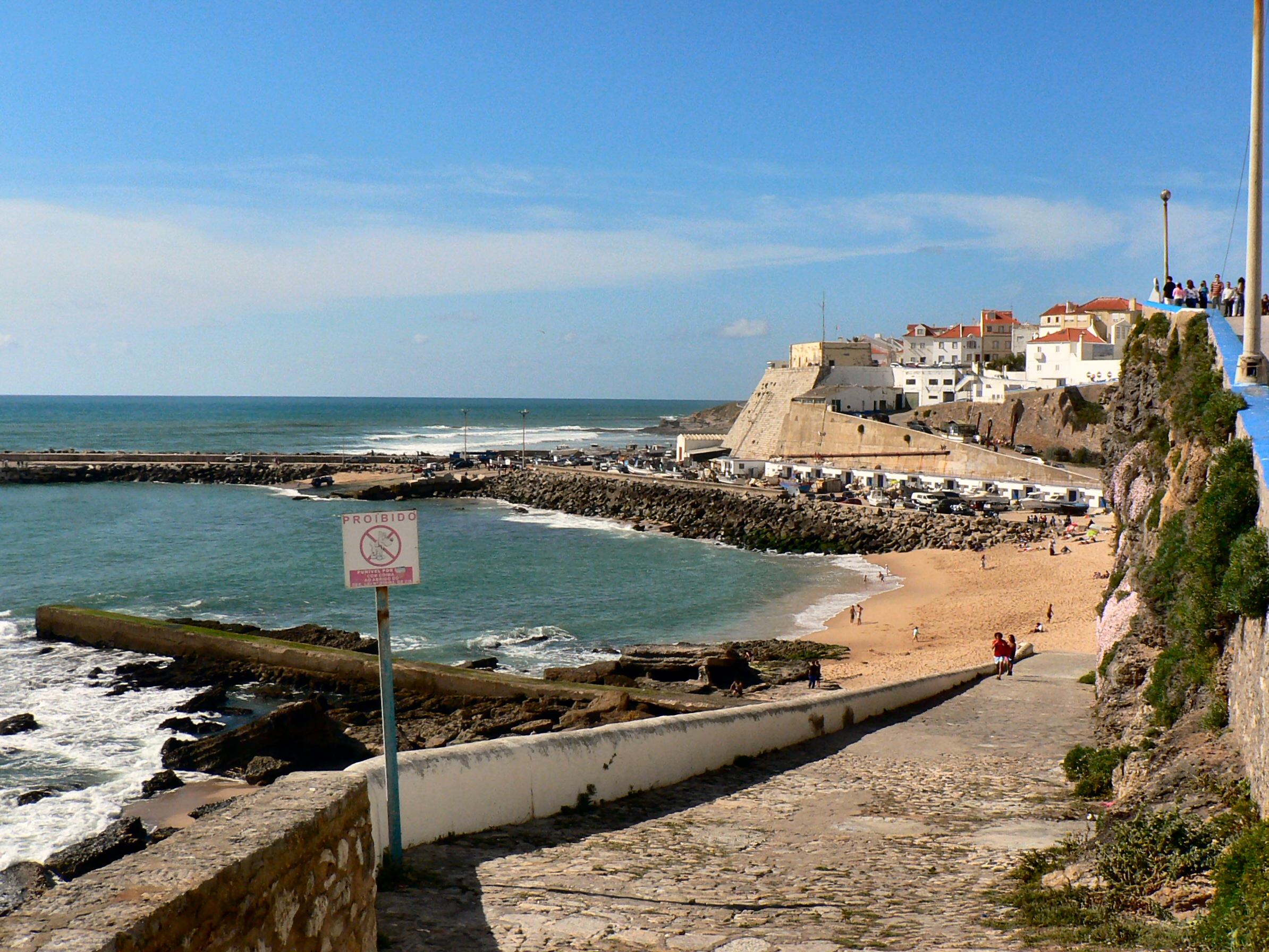
Am alten Fischereihafen

Neben den verwinkelten Gassen des alten Ortskerns und verschiedenen jahrhundertealten Kapellen, ist die Kirche Igreja Paroquial de São Pedro sehenswert, die auf eine erste Kapelle von 1446 zurückgeht und durch Erweiterungen und Umbauten zur heutigen Form kam. Man kann in ihr Azulejos aus dem 17. Jahrhundert sehen, barocke Figuren des Petrus und Johannes des Täufers, kunstvolle Retabel und vergoldetes Schnitzwerk (talha dourada).
An den Steilküsten, an fjord-ähnlichen Einbuchtungen und ins Meer laufenden Felszungen kann hier die vielfältige lokale Vogelwelt beobachtet werden.
Das 1849 gegründete Blasorchester Filarmónica Cultural Ericeira betreibt auch eine Musikschule und führt Konzerte durch. Auf Gastspielen sind sie u. a. auch in Deutschland gewesen, wo sie 1999 bei den 44. Rasteder Musiktagen in verschiedenen Kategorien zweite und dritte Plätze belegten.

## Surfen
Zwischen dem westlichsten Punkt des europäischen Festlandes (Cabo da Roca) und dem Cabo Carvoeiro gelegen, zeichnet sich der Atlantik hier durch häufigere und stärkere Winde und entsprechende Wellen aus. Diesem Umstand verdanken die Strände Ericeiras ihre Beliebtheit bei Surfern, besonders die Praia de Ribeira d’Ilhas. Entsprechend war Ericeira häufig Schauplatz internationaler Surfwettbewerbe und trug lange Jahre Wettbewerbe der World Qualifying Series der ASP aus. 2011 wurde Ericeira zum ersten Surfreservat Europas erklärt, nach Malibu/Santa Cruz in Kalifornien und Manly Beach in Australien als drittes Gebiet weltweit.
Rund um das Surfen haben sich in Ericeira eine Reihe Surfschulen, Verleihe, Bars und spezialisierte Hotelbetriebe niedergelassen.

## Wirtschaft
Die Strände, das hier besonders jodhaltige Meerwasser, die Bedeutung für den Surfsport und die Nähe zum Großraum Lissabon haben den Fremdenverkehr zum bedeutendsten Faktor in Ericeira werden lassen. Die Fischerei war in früheren Zeiten der maßgebliche Broterwerb des Ortes, ist aber inzwischen als Haupterwerb in Auflösung begriffen.

## Verkehr

### Eisenbahn
Der nächste Bahnhof ist im 8 Kilometer entfernten Mafra, das an der Strecke der Linha do Oeste von Lissabon nach Figueira da Foz liegt.

### Bus
Ericeira ist in das regionale Busnetz der Mafrense-Linien eingebunden.

### Autobahn
Ericeira ist über die A21 an das portugiesische Autobahnnetz angeschlossen.

## Söhne und Töchter der Stadt
- Guilherme Rebelo de Andrade (1891–1969), Architekt